# 巴奇敦 (伊利諾伊州)
巴奇敦（英語：Batchtown）是位於美國伊利諾伊州卡爾霍恩縣的一個村落。

## 地理
巴奇敦的座標為39°02′01″N 90°39′19″W / 39.03361°N 90.65528°W，而該地最高點為海拔高度178米（即581英尺）。

## 人口
根據2010年美國人口普查的數據，巴奇敦的面積為4.80平方千米，當中陸地面積為4.80平方千米，而水域面積為0.00平方千米。當地共有人口214人，而人口密度為每平方千米44人。